# Есипов, Пётр Васильевич
Пётр Васильевич Есипов (1919—1975) — гвардии полковник Советской Армии, участник Великой Отечественной войны, Герой Советского Союза (1945).

## Биография
Пётр Есипов родился 15 января 1919 года в селе Нижняя Катуховка (ныне — Новоусманский район Воронежской области). В 1935 году окончил школу фабрично-заводского ученичества в Воронеже, после чего работал токарем. В 1940 году Есипов был призван на службу в Рабоче-крестьянскую Красную Армию. В 1941 году он окончил Егорьевскую военную авиационную школу пилотов. С октября 1942 года — на фронтах Великой Отечественной войны.
К марту 1945 года гвардии лейтенант Пётр Есипов был заместителем командира эскадрильи и одновременно штурманом 93-го гвардейского штурмового авиаполка 5-й гвардейской штурмовой авиадивизии 2-го гвардейского штурмового авиакорпуса 2-й воздушной армии 1-го Украинского фронта. К тому времени он совершил 134 боевых вылета на штурмовку скоплений вражеской боевой техники и живой силе, объектов противника. Принял участие в 23 воздушных боях, сбив 2 немецких самолёта.
Указом Президиума Верховного Совета СССР от 27 июня 1945 года за «образцовое выполнение боевых заданий командования на фронте борьбы с немецкими захватчиками и проявленные при этом мужество и героизм» гвардии лейтенант Пётр Есипов был удостоен высокого звания Героя Советского Союза с вручением ордена Ленина и медали «Золотая Звезда» за номером 6590.
После окончания войны Есипов продолжил службу в Советской Армии. В 1948 году он окончил Высшую офицерскую школу штурманов. В 1960 году в звании полковника Есипов был уволен в запас. Проживал в Воронеже, умер 25 февраля 1975 года, похоронен на Коминтерновском кладбище Воронежа.
Был также награждён двумя орденами Красного Знамени, двумя орденами Красной Звезды, рядом медалей.